# Lexington Bridge
Lexington Bridge – zespół muzyczny (boysband) powstały z castingu. Członkowie zespołu pochodzą z różnych miast na świecie: Nye i Dax z Londynu, Jerome z Sheffield, Rob z Los Angeles, a Ephraim z Alkmaar. W marcu 2007 powstał pierwszy singel zespołu nazwany Kick Back. Drugi krążek ukazał się w październiku tego samego roku. 23 listopada natomiast wyszła ich pierwsza płyta zatytułowana The Vibe. Pomagają im tacy kompozytorzy i producenci jak: Tim Hawes (Sugababes, Atomic Kitten), Anthony President (Pink, Janet Jackson, Jamie Foxx), Qura Rankin (Christina Aguilera, Usher, Jennifer Lopez, Rihanna), Marek Pompetzki i Paul NZA (Shaggy, Sido).

## Skład grupy
- Jerome Simeon (ur. 20 lutego 1985, Sheffield)
- Dax O’Callaghan (ur. 2 lipca 1986, Londyn)
- Rob Uncles (ur. 17 czerwca 1987, Los Angeles)
- Nye Oakley (ur. 6 lipca 1985, Londyn)
- Ephraim Beks (ur. 27 września 1989, Alkmaar)

## Dyskografia

### Albumy
| Rok  | Tytuł                                                                | Pozycje na listach | Pozycje na listach | Pozycje na listach | Sprzedaż |
| Rok  | Tytuł                                                                | Niemcy             | USA                | UK                 | Sprzedaż |
| ---- | -------------------------------------------------------------------- | ------------------ | ------------------ | ------------------ | -------- |
| 2007 | The Vibe - Pierwszy album studyjny - Data wydania: 23 listopada 2007 | 86                 | –                  | –                  | –        |
| 2010 | Dance With Me - Drugi album studyjny - Data wydania: czerwiec 2009   | –                  | –                  | –                  | –        |

### Single
| 2007              | „Kick Back”                   | The Vibe | – | 24 | 63 | 1 | 139 |
| 2007              | „Real Man (feat. Snoop Dogg)” | The Vibe | – | 16 | 66 | 2 | 70  |
| 2007              | „I just can´t hate you        | The Vibe | – | –  | –  | – | –   |
| „Everything I Am” | The Vibe                      | –        | – | –  | –  | – |     |
| 2008              | „Dance With Me”*              | –        | – | –  | –  | – | –   |
| 2008              | „Go On And Go”                | The Vibe | – | –  | –  | – | –   |
| 2009              | „Sign Your Name”              | bd.      | – | –  | –  | – | –   |

*17.10.2008